# کنتا نیشیوکا
کنتا نیشیوکا (انگلیسی: Kenta Nishioka؛ زادهٔ ۱۵ آوریل ۱۹۸۷) بازیکن فوتبال اهل ژاپن است.